# Hylotelephium
Hylotelephium es un género de plantas de flores de la familia Crassulaceae.  Se distribuyen por Asia, Europa y Norteamérica. Comprende 58 especies descritas y de estas, solo 16 aceptadas.

## Descripción
Son plantas perennes, carnosas, con raíces tuberosas, hojas generalmente simples, dentadas, planas, alternas de ordinario, que en algunas ocasiones aparentan ser opuestas o subopuestas, muy obtusas. Inflorescencia generalmente corimbosa, terminal. Flores hermafroditas, pentámeras por lo común, con igual número de sépalos, pétalos y carpelos, y generalmente doble número de estambres. Sépalos algo carnosos de ordinario, ligeramente soldados en la base. Pétalos libres o excepcionalmente soldados en la base, blancos, amarillentos o rosado-rojizos. Carpelos estipitados, libres. Fruto en polifolículo. Folículos erectos o suberectos en la madurez.

## Taxonomía
El género fue descrito por Hideaki Ohba  y publicado en Botanical Magazine 90(1017): 46–55, f. 1–3. 1977.

## Especies
- Hylotelephium anacampseros
- Hylotelephium cauticolum
- Hylotelephium erythrostictum
- Hylotelephium ewersii
- Hylotelephium maximum
- Hylotelephium pallescens
- Hylotelephium sieboldii
- Hylotelephium spectabile
- Hylotelephium telephioides
- Hylotelephium telephium